# ヘンリー・ウッド
サー・ヘンリー・ジョゼフ・ウッド（Sir Henry Joseph Wood, 1869年3月3日 - 1944年8月19日）は、イギリスの指揮者である。今日BBCプロムスとして知られる「プロムナード・コンサート」で半世紀近くにわたって指揮者を務めたことで特に有名。イギリスにおけるオーケストラ演奏水準の向上、聴衆の音楽嗜好の深化・拡大に多大な貢献をした。1911年にはナイトに叙せられている。

## 生涯

### 指揮者となるまで
ヘンリー・ウッドは1869年にロンドンに生まれた。父は教会の合唱隊で歌い、かつチェロをたしなみ、母は出身地であるウェールズの歌謡を歌うなど、アマチュアながらも音楽に熱心な両親だった。ウッドはヴァイオリン、ピアノそしてオルガンを学び、14歳の時にはオルガンのソロ・リサイタルを行うまでになった。1886年から3年間は王立音楽アカデミーで作曲、ピアノ、オルガンをさらに学び、また同アカデミーの高名な声楽教師であったスペイン人マヌエル・ガルシア（2世）のレッスンにおいて伴奏を務めたりもした。ウッド自身は作曲家として大成したいと希望しており、アカデミー在学中からいくつかの歌曲あるいは器楽小品を、後には3本のオペレッタを作曲・出版したが、いずれも成功には程遠かった。
1889年からはいくつかのオペラ一座で指揮者を務める。そこで彼は多くの新作初演（あるいは既存作の英国初演）に関与している。たとえば、1891年のアーサー・サリヴァン『アイヴァンホー』初演でウッドは作曲者サリヴァンの片腕であったし、1892年のチャイコフスキー『エフゲニー・オネーギン』ロンドン公演は同作曲家のオペラのロンドンにおける初演であった。こうした「新作楽曲をイギリスの聴衆に紹介する」という役割は、ウッド生涯の役回りとなっていく。

### プロムナード・コンサート
1893年ロンドン、ランガム・プレイスに開場した音楽ホール、クイーンズ・ホールのマネージャー、ロバート・ニューマンは、廉価なチケット、開場中の飲食を認めるなど気取らない雰囲気の中でより多くの人々に音楽に親しんでもらう「プロムナード・コンサート」を企画した。今日BBCプロムスとして有名なコンサートの創始である（初日は1895年8月10日）。そしてニューマンが26歳のヘンリー・ウッドをこのコンサート・シリーズの指揮者に指名したことは、ウッドの将来を決定付けることになる。
同コンサートでは当初、今日「クラシック音楽」と考えられる曲目よりは「クラシック風軽音楽」とでも言うべきものが多くプログラムに組まれていた。しかしウッドは、オーケストラ団員および聴衆双方の反応を測りつつ、次第に本格的なクラシック音楽の比重を高めていった。翌1896年には月曜日夜はベートヴェン、金曜日夜はヴァーグナーを中心とするプログラムが導入されている。

### 新作の紹介者として
ウッドは英国の聴衆に多くの世界初演曲、あるいは英国初演曲を提供した。エルガーなどイギリス人作曲家の数多くの世界初演曲は無論のこと、彼がイギリス初演のタクトを振った同時代大陸ヨーロッパ人の新作には、ドビュッシー、リヒャルト・シュトラウス、シベリウスの多くの作品、マーラーの多くの交響曲などがある。
もっとも、全ての作品が演奏者や聴衆によって好意的に迎えられたわけではない。シェーンベルクの『5つの管弦楽のための小品』Op.16の世界初演（1912年）のリハーサル時にウッドは楽団員に「今日のところは集中してください、皆さん。どうせこのような曲は皆さんは今後25年間は演奏することはないのですから」と述べたという。1913年のスクリャービン交響曲第5番『プロメテ――焔の詩』も同様に英国の聴衆に物議を醸す結果となった。

### 編曲者として
ウッドは一方で、ロマン派音楽隆盛以降の19世紀末にはほとんど忘れ去られた感のあったバッハやヘンデルの楽曲を、（今日から考えるとかなり大胆に）近代的なオーケストラ向けに編曲し、聴衆がそのような曲を「再発見」する一助となっている。
彼はトラファルガー海戦戦勝100周年を記念した『イギリスの海の歌によるファンタジア』(Fantasia on British Sea Songs) を編曲している。これは「ルール・ブリタニア」など英国人なら知らぬ者のない旋律を集めた9曲の組曲であり、BBCプロムス最終夜の定番曲である。
また1915年にはムソルグスキー『展覧会の絵』のオーケストラ用編曲を行っている。これはラヴェルによる最も有名な編曲版（初演1922年）に先行する試みである。

### オーケストラの改革者
ウッドは指揮技法の上では、ドイツで主に活躍した19世紀末から20世紀初頭の大指揮者アルトゥール・ニキシュを大いに模範としていたらしい（ウッドの蓄えていた見事な髭までもがニキシュのそれの模倣であるとの説すらある）。
そしてウッドは、英国のオーケストラに多くの改革をもたらした。彼は伝統的にヨーロッパ大陸より半音近く高かった標準ピッチを大陸基準のA=435Hzに調整することを主張している。
日曜日を除く毎日、週6日公演を行うというプロムスでは週3日しかリハーサル時間が組めず、これは多くの新曲を紹介したいというウッドにとっては困難な状況であったが、彼は事前にパートごとに譜面の詳細な研究を行い、さらに楽団員にリハーサル開始・終了時刻を厳守させることでこの局面を切り抜けている。
1904年には「リハーサルやコンサートの日に、より実入りの多い仕事が入ってきた場合、楽団員はオーケストラに代役演奏者を送ることができる」という、それまで英国のオーケストラで横行していた悪しき慣習を撤廃し、彼のタクトのもとオーケストラの演奏水準は次第に向上していった。
なお1913年には、ウッドは英国のオーケストラに初めて女性を正規の楽団員として迎え入れるのにも寄与している。
ウッドの尽力は英国国内ばかりでなく、他国にも認められる存在であった。1902年のベルリン『アルゲマイネ・ミュージック・ツァイトゥンク』紙はエルガーとウッドの2人を特に「英国音楽界における革新者」として紹介しているし、1904年に彼がニューヨーク・フィルに客演した際は現地紙でその「雄渾、鋭利かつ活発」なタクトさばきが絶賛されている。彼はまた1911年にはニューヨーク・フィルの、そして1917年にはボストン交響楽団の常任指揮者に就任を要請されている（いずれの機会もウッドは断っている）。

### 指揮者生活晩年
このように英国第一の指揮者の評をほしいままにしていたウッドであったが、1925年頃からはその地位に翳りがみえてくるようになる。彼の強情さ、厳格さといった性格は楽団員に嫌われたし、10歳年下のトーマス・ビーチャム、あるいはさらに若い世代に属するエイドリアン・ボールト、マルコム・サージェントやジョン・バルビローリなどの台頭は著しかった。かつてイギリス人音楽愛好家に親しまれたウッド編曲のバッハやヘンデルの楽曲も、皮肉なことに聴衆の耳が肥えてくるにつれ、その編曲の19世紀的味付けが時代遅れに響くようになってきた。数度の離婚や経済的失敗などプライヴェート面に起因する一種の鬱状態もあり、彼の活動は停滞した。
それでも、その創始から共に歩んできたプロムス（1927年にBBCに運営が引き継がれ、「BBCプロムス」と呼称されていた）ではウッドは中心的存在であり続けた。BBCはマーラー『千人の交響曲』英国初演（1930年）など重要なイヴェントではほとんど必ずといっていいほどウッドにタクトを任せている。
第二次世界大戦の勃発にともない、BBCは1940年および1941年のプロムスの運営から手を引いたが、ウッドは民間のスポンサーシップを受けプロムスを継続、1941年5月10日のドイツ軍による空襲でクイーンズ・ホールが破壊された後はロイヤル・アルバート・ホールに会場を移して続行した。結局BBCも1942年からはプロムスの運営を再開、今日に至っている。
この1942年にあっては、ウッドは齢70を過ぎた身で灯火管制下の英国を頻繁に移動、ロンドン（BBC交響楽団およびロンドン交響楽団）、マンチェスター（ハレ管弦楽団）など各都市への客演を行うなど矍鑠としたものであった。しかし1943年には全般的な体力の衰えからプロムス全プログラムを欠場した。翌1944年、ウッドの75歳を祝う盛大なコンサートがエリザベス王妃の列席を仰いで挙行され、彼も数曲のタクトを振るなどもあったが、同年夏のプロムスがドイツV1飛行爆弾のロンドン攻撃などのため短縮され、代わりにベッドフォードの疎開所スタジオから行われた中継放送で数回の演奏を指揮した後、同年8月19日にハートフォードシャー州ヒッチンでその生涯を閉じた。最後の指揮は7月28日のベートーヴェン交響曲第7番であった。

## その評価
指揮者としてのヘンリー・ウッドは、同世代の「巨匠」たち、例えばワインガルトナー（1863年生）、トスカニーニ （1867年生）、メンゲルベルク（1871年生）などと同列に語るにはいささか「小物」であるかも知れない。しかし、オーケストラ組織運営における能力の高さ、数多くの世界初演、英国初演（一説には英国初演を行ったのは全357作曲家の717曲に及ぶという）を行い聴衆の新しい音楽への嗜好を涵養したことなどから、20世紀前半を代表する指揮者の一人になり得たのである。
BBCプロムスではサー・ヘンリー・ウッドは現在でも別格的存在として扱われ、開催期間中、会場ロイヤル・アルバート・ホール舞台中央には彼の胸像が飾られるのが慣例である。